# Bustedt
Bustedt ist ein südöstlicher Ortsteil von Bünde im Kreis Herford.
Mit 1719 Einwohnern (Stand 31. März 2022) ist Bustedt der nach Einwohnern drittkleinste Stadtteil Bündes. Bustedt zeichnet sich im Besonderen durch Wohnbebauung aus, die sich überwiegend ab den 1950er Jahren entwickelte. Entlang der Weseler Straße sowie der Dobergstraße befinden sich einige Geschäfte und kleinere Firmen. Bustedt verfügt über eine Grundschule. 

## Geschichte
Das Gut Bustedt, früher auch Bustede genannt, gehörte vom Mittelalter bis zur Franzosenzeit zur Vogtei Enger im Amt Sparrenberg der Grafschaft Ravensberg. Von 1807 bis 1813 gehörte das Gut zum Kanton Bünde, der von 1807 bis 1810 zum Königreich Westphalen und von 1811 bis 1813 zum Kaiserreich Frankreich gehörte. 1816 kam das Gut Bustedt zum Kreis Bünde, der 1832 im Kreis Herford aufging. Aus dem Gut und seiner näheren Umgebung wurde die Gemeinde Bustedt gebildet, die im Kreis Herford zum Amt Herford-Hiddenhausen gehörte. Am 1. Januar 1969 wurde die Gemeinde Bustedt durch das Herford-Gesetz auf die Stadt Bünde und die Gemeinde Hiddenhausen aufgeteilt. Ihr größter Teil fiel an Bünde, nur das namensgebende Gut Bustedt kam zu Hiddenhausen.